# Rec 4
Série Rec
Rec 3 Génesis
(2012)
Pour plus de détails, voir Fiche technique et Distribution.
Rec 4 (Rec 4: Apocalipsis), également typographié [REC]4, est un film d'horreur espagnol réalisé par Jaume Balagueró et sorti en 2014. Quatrième volet de la série  Rec, il est la suite chronologique de Rec 2 (2009).
Contrairement aux deux premiers volets, Rec 4 n'a pas été tourné en found-footage mais avec le format traditionnel, à l'instar du troisième film Rec 3 Génesis.

## Synopsis
Une escouade des GEOS (Grupo Especial de Operaciones) est envoyée pour récupérer Angela. Les policiers placent des bombes sur tous les appartements, mais ils sont pris en embuscade par Manu et Cesar infectés. Ils les abattent ainsi que deux des membres du commando tout juste mordus. Ils entendent alors les cris d'Angela et Guzman, l'un des GEO, décide de partir la chercher seul avant que les bombes n'explosent.
Angela se réveille dans une pièce où le docteur Ginard effectue des tests sur elle. Il lui demande si elle se souvient des derniers événements et elle répond non. Ginard prend un échantillon de sang pour s'assurer qu'elle est saine. Guzman, le GEO ayant sauvé Angela, trouve une dame âgée, qui se révèle être la seule survivante des événements du troisième film. Il retrouve son partenaire, Lucas. Angela tente de s'échapper du laboratoire, et se jette sur Guzman. Les deux découvrent qu'ils sont sur un bateau civil. Le Docteur Ricarte et les soldats leur expliquent que la situation est sous contrôle car le sang d'Angela est épargné de toute infection.
Guzman est présenté au capitaine du bateau, Ortega, qui effectue son dernier voyage, et Nick, qui est responsable des communications. Nick tente de récupérer les images de la caméra d'Angela. Plus tard dans la nuit, une panne de courant se produit. Guzman trouve Angela marchant dans les couloirs du navire. Elle affirme avoir eu peur et Guzman ne révèle à personne l'errance d'Angela. Le lendemain après-midi, Angela rencontre Nick, qui est un grand fan d'elle.
Nick, qui a commencé à récupérer les données de la caméra d'Angela, lui montre les premières images. Elle commence à se souvenir de Tristana Medeiros. Dans le même temps, Nick envoie la vidéo aux scientifiques du laboratoire improvisé sur le bateau, afin qu'ils l'analysent. 
Ricarte et son équipe découvrent que leur sujet de test, un singe infecté, s'est échappé pendant la panne, avec Ricarte ils devinent que quelqu'un l'a laissé s'échapper. Le singe attaque le cuisinier du navire qui est immédiatement infecté. Son sang contamine l'approvisionnement alimentaire du navire, qui infecte presque tout l'équipage par ingestion. Après avoir testé sans succès un antidote sur le cuisinier, Ricarte et son équipe laissent Angela, Guzman, Lucas et la vieille femme à la cafétéria. Lucas leur révèle qu'il a pris un échantillon de sang dans l'immeuble pour le Vatican. Après s'être armés avec des couteaux, ils tuent deux hommes infectés et un singe. La vieille femme s'étant enfuie, Luca se charge de la retrouver pendant que Guzman et Angela vont sur le pont où se trouve le capitaine.
Ricarte conclut qu'il n'y a plus rien à faire pour arrêter l'infection puis décide de poursuivre le «protocole». Juste avant de le faire, son adjoint l'informe qu'il reçoit les images téléchargées. Il remarque alors qu'Angela détient le parasite dans son ventre. Les scientifiques tentent de lui extraire celui-ci par la force, car Angela jure qu'elle ne porte aucun parasite, mais avant l'incision, l'assistant du capitaine, qui est maintenant infecté, attaque l'assistant de Ricarte, ce qui permet à Angela de s'échapper. Ricarte et son équipe se rendent ensuite à la recherche d'Angela. Elle parvient à mordre Ricarte, l'obligeant ainsi à analyser son propre sang afin de voir par lui-même qu'il se trompe. Guzman, Lucas et Nick tentent alors de trouver des armes et un moyen de redémarrer le navire. Nick leur dit  qu'Angela est vivante. Guzman va la chercher, et Nick et Lucas se rendent à la chaufferie. Ricarte prouve la théorie d'Angela lorsque son analyse donne un résultat négatif. Pourtant, Ricarte est convaincu que Angela est forcément infectée. Il est révélé que lorsque Angela était infectée, celle-ci a transmis le parasite dans la bouche de Guzman lors de son sauvetage. Ricarte appuie sur un bouton qui met le navire en autodestruction et s'échappe. Guzman enferme Angela dans la cale du navire, où des singes de laboratoire infectés sont maintenus en cage.
Lucas est ensuite tué par les personnes infectées dans la chaufferie et Nick trouve Ricarte, qui a récupéré un canot de sauvetage. Nick demande où se trouve Angela mais Ricarte lui dit qu'elle est morte. Nick l'assomme, prend l'embarcation de sauvetage et part à sa recherche. Il la retrouve plus tard, et tue le singe infecté avec un bateau-moteur. Ils se cachent dans la zone infectée dans la cafétéria et sont ensuite attaqués par Guzman. Possédé par le parasite, il les poursuit et le parasite tente de retourner dans le corps d'Angela, mais elle tue son hôte avec un fusil-harpon grâce à Nick. Angela et Nick quittent le bateau. Angela saute dans l'océan et Nick la suit, s'échappant avant l'explosion du bateau qui tue tous les infectés. Sous l'eau, le parasite rescapé de l'explosion parvient à infecter un poisson.
Pendant le générique, Angela et Nick sont présentés dans un taxi, rentrant chez eux.

## Fiche technique
- Titre français : Rec 4
- Titre original : Rec 4: Apocalipsis
- Réalisation : Jaume Balagueró
- Scénario : Jaume Balagueró et Manu Díaz
- Photographie : Pablo Rosso
- Montage : David Gallart
- Musique : Arnau Bataller
- Décors : Javier Alvariño
- Costumes : Marian Coromina
- Maquillages : Alma Casal, David Ambit et Lucía Salanueva
- Effets spéciaux : Lluís Rivera, Josep Claret, Montse Ribé et David Martí
- Production : Julio Fernández ; Carlos Fernández et Adrià Monés (producteurs délégués)
- Sociétés de production  : Filmax, Canal+, Ono, TV3 et TVE
- Sociétés de distribution : Filmax (Espagne) ; Le Pacte (France)
- Pays d'origine :  Espagne
- Langue originale : espagnol
- Format : couleur • 1,85:1 • Dolby Digital
- Genre : horreur
- Durée : 96 minutes
- Dates de sortie  :
  - Canada : 9 septembre 2014 (première mondiale au Festival international du film de Toronto)
  - Espagne : 31 octobre 2014
  - France : 12 novembre 2014
- Classification :
  - Espagne : Déconseillé aux moins de 18 ans
  - France : Interdit aux moins de 12 ans lors de sa sortie en salles mais aux moins de 16 ans à la télévision

## Distribution
- Manuela Velasco (VF : Delphine Moriau) : Angela Vidal
- Paco Obregón : le Dr Ginard
- Héctor Colomé (VF : Patrick Floersheim) : le Dr. Ricarte
- María Alfonsa Rosso : Anciana la grand-mère de Koldo
- Cristian Aquino : Edwin
- Ismael Fritschi (VF : Christophe Lemoine) : Nick
- Críspulo Cabezas (VF : Cédric Dumond) : Lucas
- Paco Manzanedo (VF : Adrien Antoine) : Guzmán
- Carlos Zabala (VF : Lionel Tua) : Goro
- Mariano Venancio (VF : José Luccioni) : le capitaine Ortega

## Production
Le tournage a débuté le 13 juillet 2013 à Las Palmas de Gran Canaria. Les premières scènes du film ont été tournées au Puerto de la Luz, à bord d'un chalutier russe. Bien que ces scènes soient censées se dérouler en pleine mer, l'équipe de tournage n'a jamais quitté le port et a eu recours à une mer incrustée en chrominance. À partir du 13 août 2013, le tournage s'est poursuivi à Terrassa, dans les studios du Parc Audiovisual de Catalunuya, où l'un des plateaux a été aménagé de manière à reproduire l'intérieur du chalutier. Le 9 octobre 2013, de nouvelles scènes ont été tournées à Barcelone, dans l'édifice des deux premiers films. Le tournage a pris fin le 11 octobre 2013 à Gijón, où des scènes ont été tournées au centre de sécurité maritime Jovellanos,.

## Disparition du sous-titre
En France, le titre du film perd son sous-titre Apocalypse (Apocalipsis en version originale) à partir de la campagne de promotion estivale : la publication d'un nouveau poster promotionnel et du teaser final confirment cette disparition. Le film devient tout simplement Rec 4.

## Distinctions

### Nominations et sélections
- Festival international du film de Toronto 2014 : sélection « Midnight Madness »